# Saprinus nobilis
Saprinus nobilis är en skalbaggsart som beskrevs av Thomas Vernon Wollaston 1864. Saprinus nobilis ingår i släktet Saprinus och familjen stumpbaggar. Inga underarter finns listade i Catalogue of Life.